# Anthony Maras
Anthony Maras est un réalisateur australien.

## Biographie
Anthony Maras a étudié le cinéma à l'université de Californie avant de réaliser plusieurs courts métrages. Présenté au Festival international du film de Toronto 2018, son premier long métrage, Attaque à Mumbai (Bombay), est inspiré de faits réels, relatant une partie des attaques terroristes à Bombay de novembre 2008, pendant lesquelles 10 terroristes islamistes venus du Pakistan ont attaqué 12 sites de la ville, dont le palace Taj Mahal.

## Filmographie

### Courts métrages
- 2005 : Azadi
- 2007 : Spike Up
- 2011 : The Palace

### Long métrage
- 2018 : Attaque à Mumbai